# Leontios Trattou
Leontios Trattou (Grieks: Λεόντιος Τράττου) (Nicosia, 11 februari 1973) is een Cypriotisch voormalig voetbalscheidsrechter. Hij was in dienst van FIFA en UEFA tussen 2006 en 2018. Ook leidde hij tot 2018 wedstrijden in de A Divizion.
Op 27 juli 2006 floot Trattou zijn eerste wedstrijd in de UEFA Europa League. Litex Lovetsj en FC Koper troffen elkaar in de eerste ronde (5–0). In dit duel deelde de Cypriotische leidsman acht gele kaarten uit, waarvan twee aan dezelfde speler. Zijn eerste wedstrijd in de UEFA Champions League volgde op 15 juli 2008, toen in de eerste ronde F91 Dudelange met 0–1 verloor van NK Domžale. Trattou gaf in dit duel viermaal een gele kaart aan een speler.
Hij was tevens actief in het kwalificatietoernooi voor het WK 2010 en de voorrondes voor het WK 2014.

## Interlands
| Datum             | Plaats                    | Wedstrijd                   | Uitslag | Competitie             | Kreeg geel | Kreeg voor de tweede keer geel en dus rood | Weggestuurd |
| ----------------- | ------------------------- | --------------------------- | ------- | ---------------------- | ---------- | ------------------------------------------ | ----------- |
| 28 februari 2006  | Larnaca, Cyprus           | Finland – Kazachstan        | 0 – 0   | Vriendschappelijk      | 0          | 0                                          | 2           |
| 7 februari 2007   | Nicosia, Cyprus           | Cyprus – Bulgarije          | 0 – 3   | Vriendschappelijk      | 4          | 0                                          | 0           |
| 8 september 2007  | Achna, Cyprus             | Cyprus – Armenië            | 3 – 1   | Vriendschappelijk      | 3          | 0                                          | 0           |
| 12 september 2007 | Skopje, Macedonië         | Macedonië – Estland         | 1 – 1   | EK 2008 kwalificatie   | 3          | 0                                          | 0           |
| 6 februari 2008   | Limasol, Cyprus           | Hongarije – Slowakije       | 1 – 1   | Vriendschappelijk      | 4          | 0                                          | 0           |
| 11 februari 2009  | Nicosia, Cyprus           | Servië – Oekraïne           | 0 – 1   | Vriendschappelijk      | 6          | 0                                          | 0           |
| 1 april 2009      | Andorra la Vella, Andorra | Andorra – Kroatië           | 0 – 2   | WK 2010 kwalificatie   | 3          | 0                                          | 0           |
| 5 juni 2010       | Belgrado, Servië          | Servië – Kameroen           | 4 – 3   | Vriendschappelijk      | 3          | 0                                          | 0           |
| 7 september 2010  | Dublin, Ierland           | Ierland – Andorra           | 3 – 1   | EK 2012 kwalificatie   | 4          | 0                                          | 0           |
| 9 februari 2011   | Nicosia, Cyprus           | Zweden – Oekraïne           | 1 – 1   | Vriendschappelijk      | 7          | 0                                          | 0           |
| 2 september 2011  | Tbilisi, Georgië          | Georgië – Letland           | 0 – 1   | EK 2012 kwalificatie   | 4          | 0                                          | 0           |
| 28 februari 2012  | Limasol, Cyprus           | Armenië – Servië            | 0 – 2   | Vriendschappelijk      | 1          | 0                                          | 0           |
| 12 oktober 2012   | Luxemburg, Luxemburg      | Luxemburg – Israël          | 0 – 6   | WK 2014 kwalificatie   | 1          | 0                                          | 0           |
| 10 september 2013 | Tbilisi, Georgië          | Georgië – Finland           | 0 – 1   | WK 2014 kwalificatie   | 7          | 1                                          | 0           |
| 5 maart 2014      | Larnaca, Cyprus           | Oekraïne – Verenigde Staten | 2 – 0   | Vriendschappelijk      | 3          | 0                                          | 0           |
| 11 oktober 2014   | Dublin, Ierland           | Ierland – Gibraltar         | 7 – 0   | EK 2016 kwalificatie   | 0          | 0                                          | 0           |
| 5 september 2015  | Serravalle, San Marino    | San Marino – Engeland       | 0 – 6   | EK 2016 kwalificatie   | 1          | 0                                          | 0           |
| 13 oktober 2018   | Tbilisi, Georgië          | Georgië – Andorra           | 3 – 0   | Nations League 2018/19 | 5          | 0                                          | 1           |